# Ken Livingstone
Kenneth Robert Livingstone (* 17. června 1945) je britský levicový politik, v letech 2000 až 2008 byl starostou Londýna.

## Politické působení
Od roku 1987 do 2001 byl poslancem dolní komory parlamentu za Labouristickou stranu.V letech 1984 až 1986 byl vedoucím Greater London Council. V roce 2000 byl zvolen jako nezávislý kandidát poprvé starostou Londýna, v roce 2004 podruhé už za Labouristickou stranu. Po dvou volebních obdobích byl v květnu 2008 poražen konzervativcem Borisem Johnsonem. Pro své politické názory je nazýván „Rudý Ken“.